# Tavannes
Tavannes é uma comuna da Suíça, situada na região administrativa de Jura Bernense, no cantão de Berna. Tem 14,65 km² de área e sua população em 2018 foi estimada em 3.585 habitantes.